# 國立古代美術館
國立古代美術館（葡萄牙語：Museu Nacional de Arte Antiga）是位於葡萄牙首都里斯本的一座美術館，是葡萄牙國內最重要的美術館之一，常被簡稱為MNAA。

## 历史
美術館成立於1884年，建築在過去曾是一座修道院，而修道院的禮拜堂本身也是展示品之一。美術館的展品中以聖文森特的祭壇畫最為著名，是葡萄牙的國寶。

## 外部連結
- （葡萄牙文） MNAA - Museu Nacional de Arte Antiga